# Gilbert Breschet
Gilbert Breschet est un médecin français né le 7 juillet 1784 à Clermont-Ferrand, mort le 10 mai 1845 à Paris.

## Biographie

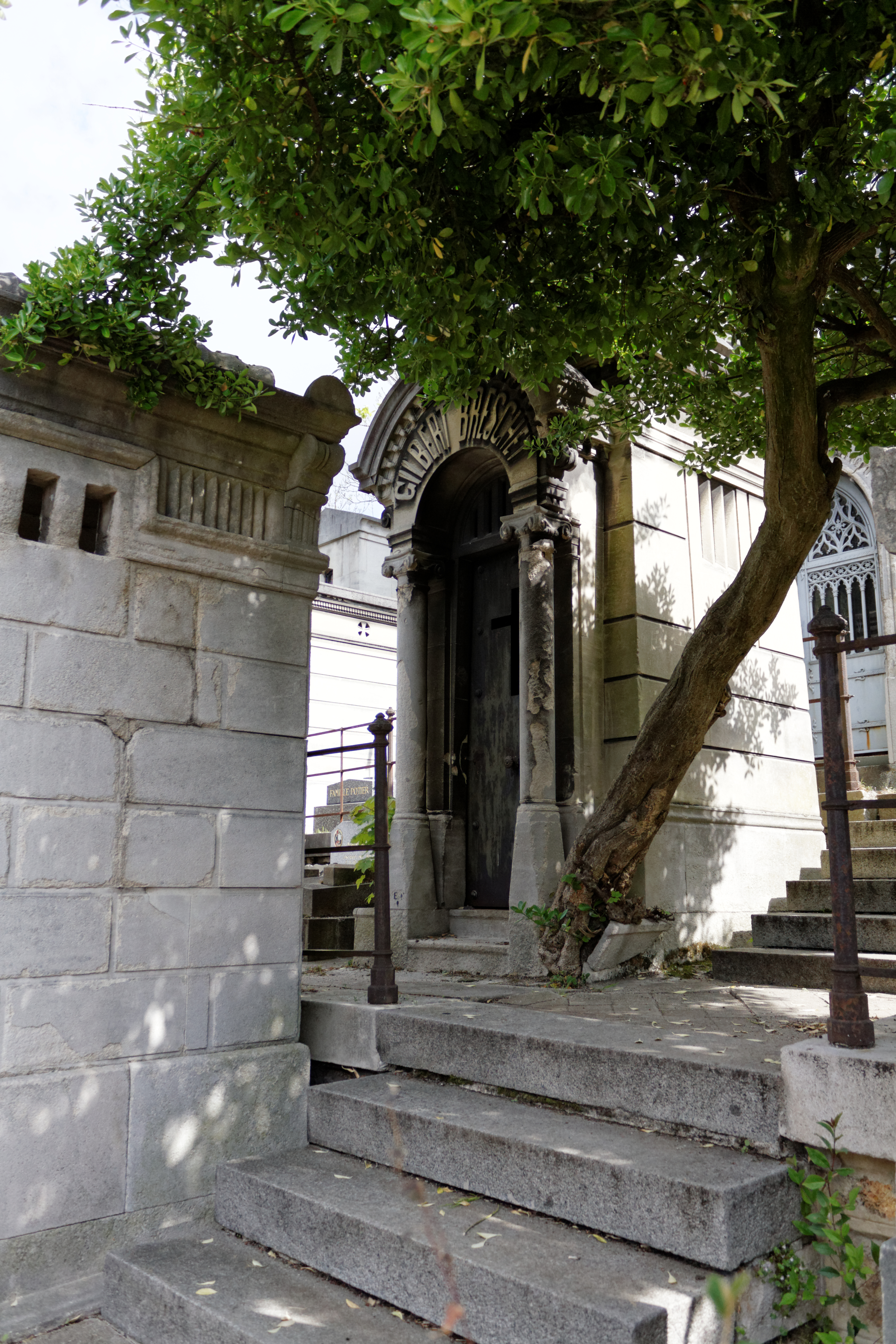
Tombe au cimetière du Père-Lachaise.

Il étudie à La Charité à partir de 1803 et est reçu docteur en médecine en 1812 grâce à une thèse sur les écrits de François Broussais. Il fut un anatomiste réputé. Il succéda à Jean Cruveilhier, comme professeur d'anatomie à la Faculté de médecine.
Breschet apporte de nombreuses contributions à l'anatomie comparée ainsi que sur l'étude des zoonoses. En 1813, avec François Magendie (1783-1855), il démontre que la rage peut être transmise de la salive de l'homme aux chiens. En outre, il a découvert le rete mirabile des baleines et des dauphins, un réseau vasculaire qui permet à ces mammifères de survivre et de s'adapter au froid.
Le sinus de Breschet ou sinus sphéno-pariétal a été nommé en son honneur.
Il est inhumé au cimetière du Père-Lachaise (68e division) aux côtés de sa femme et de sa fille.
Sa fille, Anne-Gabrielle, a épousé le journaliste et historien Amédée Thierry.

## Œuvres
- De La Desiccation, et des autres moyens de conservation des pièces anatomiques. Paris, Mequignon Marris, 1819.
- Recherches anatomiques, physiologiques et pathologiques sur le système veineux, Paris, Rouen frères, 1829, lithographies en couleur d'Engelmann d'après Antoine Chazal.
- Analyse d'un premier mémoire sur la structure et les fonctions de la peau, présenté à l'Académie royale des sciences dans la séance du 27 janvier 1834. . [1834]. (Texte intégral.)

- Recherches anatomiques et physiologiques sur l'organe de l'ouie et sur l'audition dans l'homme et les animaux vertébrés, Paris, Baillière, 1836.

## Iconographie
- Son portrait, estampe gravée par Nicolas Eustache Maurin (1799-1850).
- Breschet est représenté (avec d'autres) par Robert-Fleury dans un tableau exposé au Salon de 1827, Les Derniers moments de Talma, et de nos jours conservé par le musée Robert Dubois-Corneau à Brunoy.